# Ruby Roseman-Gannon
Ruby Roseman-Gannon (8 november 1998) is een Australische wielrenster die sinds 2022 uitkomt voor BikeExchange Jayco en diens opvolger Liv AlUla Jayco. In 2024 werd ze Australisch kampioen op de weg bij de elite.

## Palmares

### Baanwielrennen
| Jaar | AK                                                              | P-AK                                                               | WK            | Overige |
| ---- | --------------------------------------------------------------- | ------------------------------------------------------------------ | ------------- | ------- |
| 2017 | 4e omnium 5e koppelkoers 6e scratch 7e achtervolging 8e scratch |                                                                    |               |         |
| 2018 | koppelkoers · 5e scratch · 7e puntenkoers · 9e omnium           | 4e ploegenachtervolging 5e koppelkoers 6e puntenkoers 9e scratch   |               |         |
| 2019 | achtervolging · 4e koppelkoers · 6e puntenkoers · 6e scratch    | ploegenachtervolging · 5e koppelkoers · 7e omnium · 7e puntenkoers |               |         |
| 2020 |                                                                 |                                                                    |               |         |
| 2021 |                                                                 |                                                                    |               |         |
| 2022 |                                                                 |                                                                    | 9e afvalkoers |         |

### Wegwielrennen
2015
 Australisch kampioenschap op de weg, junior
2016
 Australisch kampioenschap op de weg, junior
2022
 Australisch kampioenschap op de weg, elite
 Australisch criterium kampioen
Bay Cycling Classic
2023
Bay Cycling Classic
2024
 Australisch kampioen op de weg, elite
 Australisch criterium kampioen
4e etappe Ronde van Groot-Brittannië (WWT)

#### Resultaten in voornaamste wedstrijden
| Jaar | Ronde van Italië | Ronde van Frankrijk | Ronde van Spanje |
| ---- | ---------------- | ------------------- | ---------------- |
| 2022 |                  | 42e                 | 44e              |
| 2023 | 25e              |                     |                  |
| 2024 | 65e              | opgave              |                  |
| 2025 |                  | 78e                 |                  |

| Jaar | Milaan-San Remo | Gent-Wevelgem | Ronde van Vlaanderen | Parijs-Roubaix | Amstel Gold Race | Luik-Bast.‑Luik | Omloop Het Nieuwsblad | Strade Bianche | Dwars door Vlaanderen |  | WK op de weg |
| ---- | --------------- | ------------- | -------------------- | -------------- | ---------------- | --------------- | --------------------- | -------------- | --------------------- |  | ------------ |
| 2022 |                 | opgave        |                      | 52e            |                  |                 | 12e                   | 18e            | 17e                   |  |              |
| 2023 |                 | 15e           | 17e                  |                | 45e              | opgave          |                       | 24e            | 5e                    |  |              |
| 2024 |                 |               |                      |                |                  |                 | 17e                   | opgave         |                       |  | 6e           |
| 2025 | 74e             |               | 27e                  |                | 55e              |                 | 15e                   |                | 26e                   |  |              |

#### Resultaten in overige rondes
| Jaar | Tour Down Under | Ronde van Burgos | Ronde van Thüringen | Ronde van Groot-Brittannië | Ronde van Zwitserland | Ronde van Scandinavië | Simac Ladies Tour | Ronde van Romandië |
| ---- | --------------- | ---------------- | ------------------- | -------------------------- | --------------------- | --------------------- | ----------------- | ------------------ |
| 2020 | 17e             |                  |                     |                            |                       |                       |                   |                    |
| 2022 |                 |                  | 19e                 |                            |                       | 20e                   | 5e                |                    |
| 2023 | 4e              |                  | 4e                  |                            | 15e                   | 26e                   | 15e               | 44e                |
| 2024 | 14e             | 35e              |                     | 9e (1)                     |                       |                       | 12e               |                    |
| 2025 | 30e             |                  |                     |                            |                       |                       |                   |                    |

## Ploegen
- 2017 -  High5 Dream Team (club)
- 2019 -  TIS Racing (club)

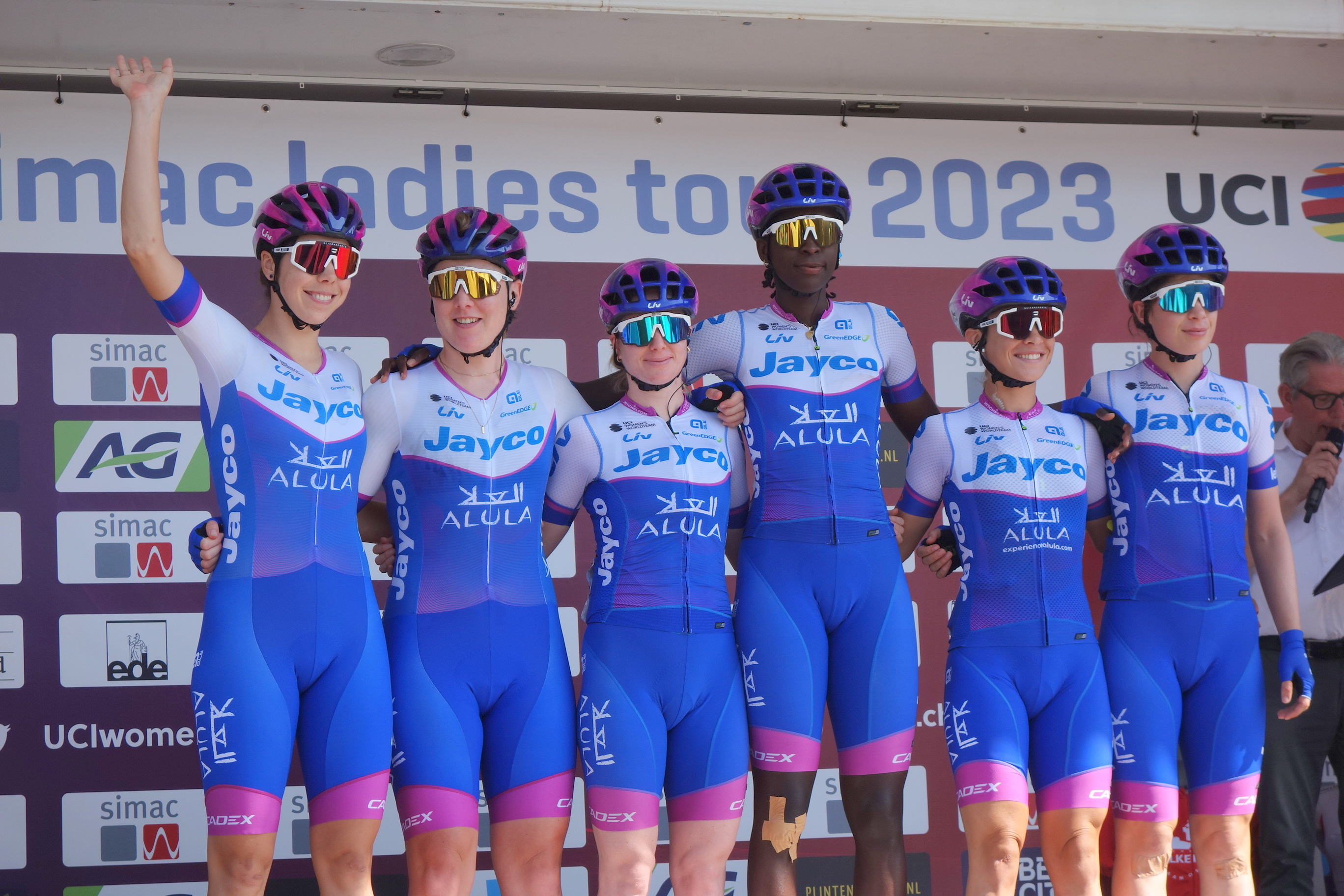
Ruby Roseman-Gannon (uiterst rechts) met haar ploeg in de Simac Ladies Tour 2023.

- 2020 -  ARA-Pro Racing Sunshine Coast (club)
- 2021 -  ARA-Pro Racing Sunshine Coast (club)
- 2022 -  BikeExchange Jayco
- 2023 -  Jayco AlUla
- 2024 -  Liv AlUla Jayco
- 2025 -  Liv AlUla Jayco

Allen · Baker · Campbell · Faulkner · Fidanza · Kessler · Manly · Roseman-Gannon · Santesteban · Spratt · Tan · Williams · Žigart
Allen · Baker · Campbell · Faulkner · Gåskjenn · Howe · Kessler · Manly · Pate · Paternoster · Polites · Roseman-Gannon · Santesteban · Tan · Žigart
Andersson · Baker · Campbell · García · Gåskjenn · Howe · Korevaar · Manly · Pate · Paternoster · Roseman-Gannon · Smulders · Ton · Trevisi · Wyllie · Žigart
Andersson · Baker · García · van der Hulst · Korevaar · Pate · Paternoster · Roseman-Gannon · Smulders · Talbot · Ton · Trevisi · Trinca Colonel · Wyllie